# Узловский, Викентий Степанович
Викентий Степанович Узловский (1834—1896) — российский медик, публицист, журналист и переводчик. 
В 1860-х годах Узловский помещал политико-экономические, сельскохозяйственные, политические, педагогические, географические и другие статьи в «Минералогических записках», «Трудах вольного экономического общества», историю которого он составил и редактировал, «Северной пчеле» под редакцией Павла Степановича Усова, «Северной почте», «Петербургских ведомостях», «Сыне отечества», «Петербургском листке» и других периодических печатных изданиях Российской империи. 
Им составлена популярная книжка «Небо и звезды» (СПб., 1864), выдержавшая более 5 изданий, и издан сделанный им же перевод «Работницы» Жюля Симона. Свои рецензии он подписывал псевдонимом В. Кольд.